# Natsuo Yamaguchi

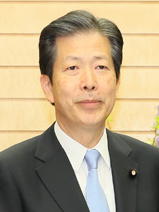
Natsuo Yamaguchi (2016)

Natsuo Yamaguchi (jap. 山口 那津男, Yamaguchi Natsuo; * 12. Juli 1952 in Nakaminato (heute: Hitachinaka), Präfektur Ibaraki) ist ein japanischer Politiker, Abgeordneter im Sangiin für die Präfektur Tokio und ehemaliger langjähriger Parteivorsitzender der Kōmeitō. Von 1993 bis 1994 war er im Kabinett Hosokawa parlamentarischer Vizeminister in der Verteidigungsbehörde.

## Leben
Yamaguchi studierte Rechtswissenschaft an der Universität Tokio und wurde nach dem Bestehen der Anwaltsprüfung 1979 und Abschluss des Referendariats 1982 Mitglied der Anwaltskammer Tokio. Ab 1988 war er im Nihon Bengoshi Rengōkai, dem japanischen Verband der Anwaltskammern, tätig.
Den Wechsel in die Politik vollzog Yamaguchi bei der Shūgiin-Wahl 1990, als er für die Kōmeitō im alten Fünfmandatswahlkreis Präfektur Tokio 10 kandidierte und mit dem dritthöchsten Stimmenanteil gewählt wurde. 1993 wurde er souverän im Amt bestätigt. Wie die Mehrheit der Kōmeitō-Mitglieder schloss er sich nach dem Scheitern der Anti-LDP-Koalition 1994 der Neuen Fortschrittspartei (NFP) an. Als Kandidat der NFP verlor er aber 1996 den neuen Einzelwahlkreis Tokio 17 an Katsuei Hirasawa (LDP) und scheiterte auch im zweiten Anlauf, nun wieder für die („neue“) Kōmeitō, bei der Shūgiin-Wahl 2000.
Yamaguchi versuchte daraufhin bei der Sangiin-Wahl 2001 einen der vier Sitze der Präfektur Tokio für die Kōmeitō zurückzugewinnen; in der zur Wahl stehenden Hälfte war die Kōmeitō seit 1995, als die Partei Teil der NFP war, nicht repräsentiert. Er erhielt über 800 Tausend Stimmen und zog mit dem zweithöchsten Stimmenanteil ins Sangiin ein. 2007, 2013 und 2019 wurde er jeweils für weitere sechs Jahre wiedergewählt.
2008 stieg Yamaguchi in die Kōmeitō-Führungsspitze auf, als er den Vorsitz des politischen Forschungsrates übernahm. Als der Parteivorsitzende Akihiro Ōta nach der Kōmeitō-Niederlage bei der Shūgiin-Wahl 2009 zurücktrat, übernahm Yamaguchi Ōtas Nachfolge. Er wollte die Kōmeitō, die nach fast einem Jahrzehnt Koalition mit der LDP erstmals wieder in der Opposition war, auf einen eigenständigen Kurs führen, auch wenn sie bei einzelnen Wahlen weiterhin mit der LDP kooperierte, und schloss eine Koalition mit der nun regierenden Demokratischen Partei trotz einiger gemeinsamer Anliegen wie dem Präfektur- und Kommunalwahlrecht für Ausländer aus. Die nationalen Parlamentswahlkämpfe 2010 und 2012 bestritten LDP und Kōmeitō mit gemeinsamer Nominierungsstrategie und übernahmen 2012 unter Shinzō Abe wieder zusammen die Regierung. Im September 2018 wurde er zum sechsten Mal einstimmig zum Parteivorsitzenden gewählt und war der am längsten amtierende Kōmeitō-Vorsitzende seit Takeiri Yoshikatsu (竹入 義勝; Parteivorsitzender von 1967 bis 1986).
Im September 2024 erklärte Yamaguchi seinen Rückzug vom Parteivorsitz, sein Nachfolger wurde der bisherige Generalsekretär Keiichi Ishii.